# Paul Pholeros
Paul Anthony Pholeros (1953 – 1. února 2016) byl australský architekt.
V roce 1974 obdržel titul bakaláře věd na Sydneyské univerzitě a bakaláře architektury v roce 1976. V roce 1984 založil vlastní architektonickou firmu Paul Pholeros Architects a byl také ředitelem Healthabitatu, neziskové organizace, která se zaměřila na zlepšení zdraví znevýhodněných osob zlepšením jejich bydlení.
Pholeros vyučoval architekturu na univerzitě v Sydney. Byl místopředsedou a členem správní rady Emergency Architects Australia. V roce 2007 se stal členem Australského řádu (AM) jako uznání jeho vytrvalosti a vynikajících služeb pro zdraví a pohodu domorodé populace Austrálie a Ostrovů Torresova průlivu.